# 石花村
『石花村』（석화촌、英題 Oyster Village）は、1972年の韓国映画。鄭鎮宇（チョン・ジヌ）監督。李清俊（イ・チョンジュン）の小説を原作とする。石花はカキ（牡蠣）の別名 。

## あらすじ
人々がカキ漁で生計を立てる孤島の村。この村には、海で死んだ人間の魂は代わりとなる人間が海で死ぬまで天国に行けないという迷信があった。島の若い女性ピョルリェの母親は、海で死んだピョルリェの父のために自ら海へ身を投げた。母親の魂を救おうとしたピョルリェは、恋人だった漁師コムを捨てて別の病弱な男性イシクと結婚する。イシクの父親が誰かを海に捧げるという約束だったが、実際に父親が海へ捧げたのはすでに死んでいる人間であった。すべてを知ったコムはピョルリェを奪って海に逃げようとする。

## キャスト
- 尹靜姬（ユン・ジョンヒ／윤정희） - ピョルリェ
- 金熙羅（キム・ヒラ／김희라） - コム
- 尹一峰（ユン・イルボン／윤일봉） - イシク
- 李藝春（イ・イェジュン／이예춘） - イシクの父
- 尹仁子（ユン・インジャ／윤인자）
- 金信哉（キム・シンジェ／김신재）

## 映画祭参加・受賞歴
- 1972年 第22回ベルリン国際映画祭 － コンペティション部門上映
- 1972年 第11回大鐘賞 － 音楽賞、録音賞
- 1972年 第9回青龍賞 － 最優秀作品賞、主演女優賞、助演男優賞、撮影賞
- 1973年 第9回百想芸術大賞
- 1973年 第16回釜日映画賞